# Jinkan Ifraimu
Jinkan Bulus Ifraimu (* 13. Dezember 1988) ist ein nigerianischer Badmintonspieler. 

## Karriere
Jinkan Ifraimu gewann 2008 die Nigeria International. 2009, 2010 und 2011 wurde er Afrikameister. 2010 siegte er auch bei den Uganda International.

## Sportliche Erfolge
| Saison | Veranstaltung         | Disziplin    | Platz | Name                         |
| ------ | --------------------- | ------------ | ----- | ---------------------------- |
| 2008   | Nigeria International | Herrendoppel | 1     | Ola Fagbemi / Jinkan Ifraimu |
| 2009   | Afrikameisterschaft   | Herrendoppel | 1     | Jinkan Ifraimu / Ola Fagbemi |
| 2009   | Afrikameisterschaft   | Herreneinzel | 2     | Jinkan Ifraimu               |
| 2010   | Uganda International  | Herreneinzel | 1     | Jinkam Ifraimu               |
| 2010   | Afrikameisterschaft   | Herrendoppel | 1     | Jinkan Ifraimu / Ola Fagbemi |
| 2010   | Afrikameisterschaft   | Herreneinzel | 1     | Jinkan Ifraimu               |